# Ercole Turati
Pour les articles homonymes, voir Turati.
Le comte Ercole Turati (né en 1829 à Milan et mort en 1881 à Nervi) est un banquier, un collectionneur et un naturaliste italien du XIXe siècle.

## Biographie
Ercole Turati constitue une immense collection de 20 000 peaux d’oiseaux. Ne disposant pas du temps nécessaire pour les étudier, il confie à d’autres naturalistes le soin de le faire. Le palais qu’il fait construire à Milan en 1880 abrite aujourd’hui la chambre de commerce de la ville.

## Sources
- Bo Beolens et Michael Watkins, Whose Bird ? Common Bird Names and the People They Commemorate, Yale University Press (New Haven et Londres), 2003,  400 p.  (ISBN 0-300-10359-X)